# Crash test dummy

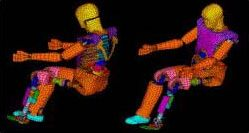
Los crash test dummies han permitido salvar innumerables vidas.

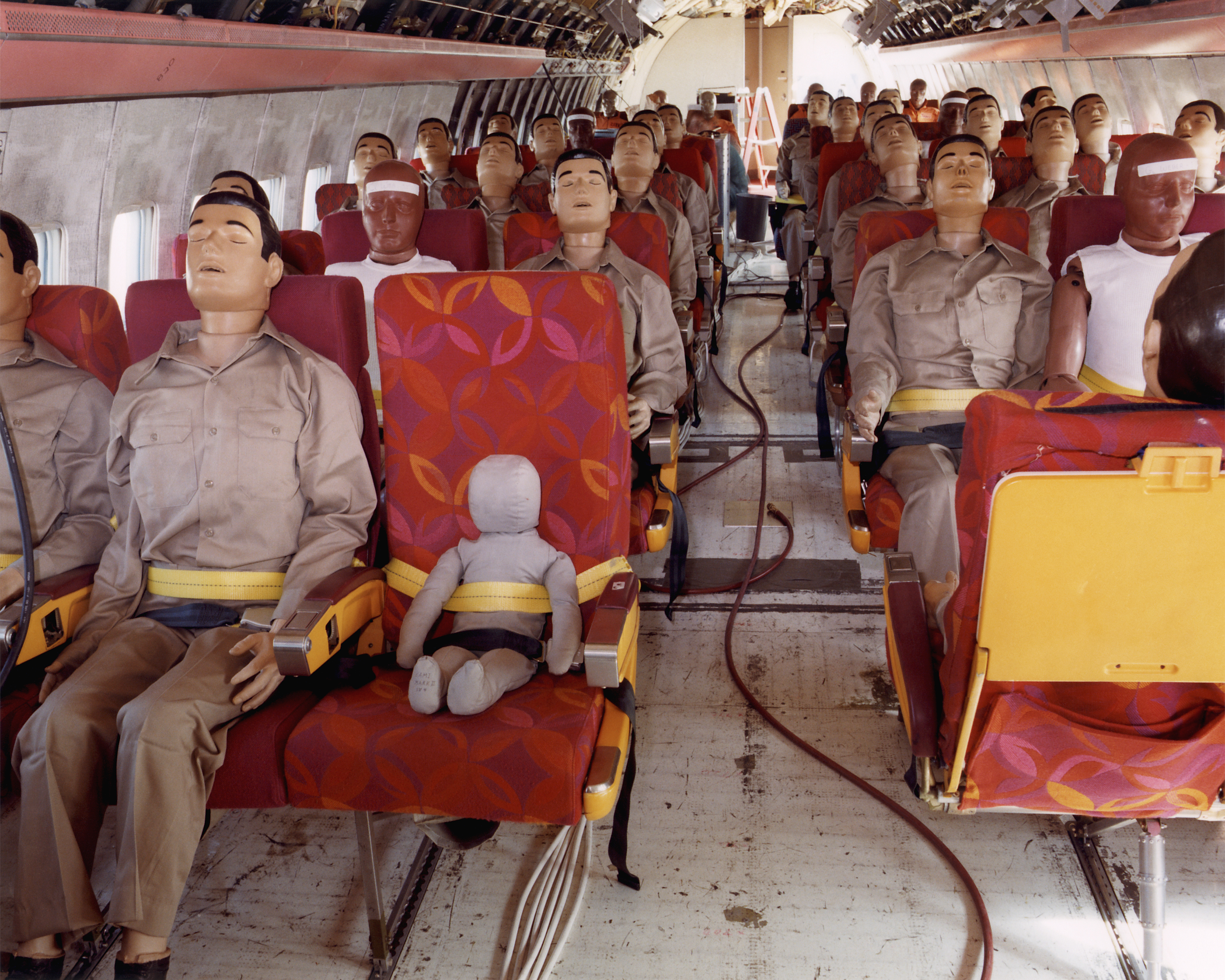
Test de impacto con dummies en un avión.

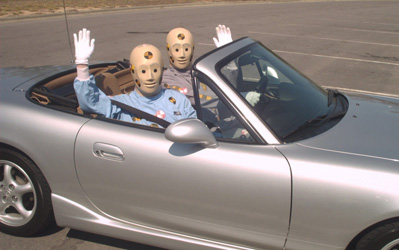
Vince y Larry.

Un crash test dummy (en plural, crash test dummies) es un término inglés que en español podría traducirse como maniquí para ensayos de choque o colisiones, que hace referencia al tipo de muñeco antropomórfico utilizado para las pruebas de seguridad de los automóviles.
Son réplicas a escala natural de personas, con el peso y las articulaciones creadas para replicar el comportamiento del cuerpo humano en una colisión de un vehículo. El maniquí contiene numerosos instrumentos para recolectar toda la información posible sobre variables como la velocidad de impacto, la fuerza de compresión, doblado, o la torsión del cuerpo, así como la desaceleración durante una colisión.
Hoy en día este tipo de muñecos son indispensables en el desarrollo de nuevos modelos de todo tipo de vehículos: desde automóviles hasta aeronaves. Este artículo se focaliza en el papel de los crash test dummies en prevenir daños a los ocupantes de automóviles.

## La necesidad de probar
El 31 de agosto de 1869, Mary Ward se convirtió en la que se presume fue la primera víctima mortal registrada de un accidente de automóvil, cuando fue expulsada desde un vehículo, muriendo a consecuencia del golpe, en Parsonstown, Irlanda.  Posteriormente el 30 de septiembre de 1899, Henry Bliss se convirtió en la primera víctima de un accidente automovilístico en Estados Unidos cuando fue arrollado al descender de un trolebús en la ciudad de Nueva York. Desde entonces, más de 20 millones de personas han fallecido en todo el mundo a causa de accidentes automovilísticos.
La necesidad de contar con medios de análisis y desarrollo de métodos de mitigación de los efectos de los accidentes de vehículos sobre las personas, fue evidente después de que la producción a gran escala de vehículos comerciales comenzara a fines de los años 1890. Hacia 1930, con el automóvil incorporado como parte de la vida cotidiana, el número de muertes por accidentes con automóviles se estaba convirtiendo en un tema muy preocupante. La tasa de muerte era superior a 15,6 muertos por cada 100 millones de millas-vehículo y continuaba aumentando. Los diseñadores de automóviles se dieron cuenta de que era el momento de comenzar a investigar métodos para que sus productos fueran más seguros.
Hacia 1930, el interior de un automóvil no era un sitio seguro, aún en el caso de un choque a baja velocidad. El salpicadero era metálico, la columna de dirección no era colapsable, y las perillas, botones y palancas eran un riesgo en caso de choque. No existían los cinturones de seguridad, y en caso de un choque frontal los pasajeros que atravesaban el parabrisas sufrían heridas de consideración o morían. El cuerpo del automóvil era rígido, y las fuerzas de impacto se transmitían directamente a los ocupantes del automóvil. A finales de 1950, los fabricantes de automóviles eran de la opinión de que no era posible concebir un automóvil tal que sus ocupantes pudieran sobrevivir a un choque, dado que las fuerzas en una colisión eran demasiado grandes y el cuerpo humano es demasiado frágil.

## Pruebas con cadáveres
La universidad Wayne State de Detroit fue la primera que comenzó a recolectar información en forma sistemática sobre los efectos que los choques a alta velocidad producen en el cuerpo humano. Hacia fines de la década de 1930, no existían datos confiables sobre la respuesta del cuerpo humano al ser sometido a condiciones extremas, ni tampoco existían herramientas adecuadas para medir estas respuestas. El campo de la Biomecánica estaba todavía en sus comienzos. Fue por lo tanto preciso emplear dos tipos de métodos para recolectar los primeros datos.
El primer método se basaba en el empleo de cadáveres humanos como medio para realizar pruebas. Ellos eran usados para obtener información fundamental sobre la capacidad del cuerpo humano para resistir las fuerzas de aplastamiento y desgarro que típicamente ocurren durante un accidente a alta velocidad. Para ello se dejaban caer bolillas de acero sobre los cráneos, y los cuerpos eran arrojados dentro de vanos de ascensores en desuso cayendo sobre plataformas metálicas. Algunos cadáveres provistos de acelerómetros rudimentarios eran atados a automóviles los cuales eran guiados en choques frontales y vuelco de vehículos.
El artículo de Albert King en el Journal of Trauma (1995), "Beneficios para la humanidad en el campo de la prevención de daños, obtenidos mediante investigaciones con cadáveres", claramente resalta el valor de las investigaciones con cadáveres en salvar vidas humanas. Los cálculos de King muestran que como resultado de los cambios de diseño implementados hasta 1987, la investigación con cadáveres ha salvado unas 8500 vidas por año. Él destaca que por cada cadáver utilizado, cada año 61 personas sobreviven debido al uso de cinturones de seguridad, 147 viven gracias a los air bag, y 68 sobreviven un impacto contra el parabrisas.
Sin embargo, el trabajo con cadáveres presentaba casi tantos problemas como los que resolvía. No solo estaban los aspectos morales y éticos relacionados con trabajar con muertos, sino que también existían dificultades con la investigación propiamente dicha. La mayoría de los cadáveres disponibles eran de adultos caucásicos de edad avanzada que habían fallecido de muertes no violentas; por lo cual no eran demográficamente representativos de las víctimas de los accidentes. No era posible utilizar cadáveres de víctimas de accidentes, dado que la existencias de daños y heridas previas afectaba la calidad de la información que se quería obtener con los experimentos. Como no había dos cadáveres que fueran idénticos, y como una parte específica de un cadáver solo podía ser utilizada una vez, no era posible obtener datos confiables y comparables. Adicionalmente, era muy difícil conseguir cadáveres de niños y además los aspectos legales y de opinión pública no hacían factible su uso.  Y en la medida que las pruebas de choque se volvieron rutina, los cadáveres adecuados se volvieron cada vez más escasos. En consecuencia los datos e información biométricos eran limitados y sesgados hacia el hombre blanco de edad avanzada.

## Ensayos con voluntarios
Algunos investigadores decidieron ellos mismos servir como medio para realizar ensayos de choque. El coronel John Paul Stapp de la fuerza aérea de los Estados Unidos se subió en un vehículo impulsado por cohetes alcanzando una velocidad de más de 1000 km/h y deteniéndose en menos de un segundo. Lawrence Patrick, un profesor de la Universidad de Wayne State, realizó más de 400 viajes en un vehículo impulsado por cohetes, para investigar sobre los efectos que las desaceleraciones violentas tienen sobre el cuerpo humano. Sus estudiantes y él permitieron que un gran péndulo de metal chocara contra sus pechos, recibieron impacto de martillos rotatorios neumáticos y soportaron el impacto de pequeñas partículas de vidrio para simular la implosión de una ventana. Si bien Patrick admite que a veces los experimentos eran dolorosos, él es de la opinión que la investigación realizada fue fundamental para el desarrollo de modelos matemáticos contra los que se pudiera cotejar los resultados de futuras investigaciones. Si bien los datos obtenidos como producto de ensayos sobre seres vivos fueron valiosos, los voluntarios humanos no podían ser sometidos a ensayos que excedieran el punto en el que sentían un ligero malestar. Por lo tanto para recolectar información sobre las causas y medidas de prevención de daños y fatalidades sería necesario recurrir a otro tipo de sujeto para los ensayos.

## Ensayos con animales
A mediados de la década de 1950, se había obtenido toda la información posible a partir de ensayos con cadáveres. Por otra parte era necesario recolectar datos sobre la capacidad de sobrevivir a los accidentes, para lo cual la investigación con cadáveres era claramente inadecuada. Esta necesidad, sumado a la escasez de cadáveres forzó a los investigadores a buscar otros modelos para sus ensayos. Mary Roach en la Octava Conferencia Stapp y demostración de impacto de automóviles  indica la dirección en la cual la investigación se había orientado. "Vimos un chimpancé montado en un vehículo propulsado por cohetes, un oso en un péndulo de impacto...vimos un cerdo, anestesiado y ubicado sentado en el arnés del columpio chocar contra un volante de automóvil a una velocidad de 10 millas por hora."
Sin embargo ni el uso de cadáveres ni de seres humanos permitía avanzar en la investigación de medios que permitieran reducir los daños causados por el impacto (empalado) contra la columna del sistema de dirección de los automóviles. Hacia 1964, la cantidad de fatalidades por empalamiento con la columna del sistema de dirección era superior al millón y era un porcentaje muy importante del total de las causas de muerte. General Motors logra al comienzo de la década de 1960 reducir un 50% la probabilidad de muerte por empalamiento con la columna de dirección al introducir en sus vehículos la columna de dirección colapsable. El cerdo era el animal que más a menudo se usaba en estudios de impacto, debido a que su estructura interna es similar a la de los seres humanos. El cerdo tiene también la característica de que es posible ubicarlo en un vehículo en una posición similar a la de un ser humano sentado.
Si bien era más fácil obtener datos de pruebas con animales que a partir de pruebas con cadáveres, el hecho de que los animales no fueran personas y la dificultad en emplear instrumentación interna adecuada limitaba en parte su utilidad. Hoy ya no se practican pruebas con animales; General Motors dejó de realizar ensayos sobre seres vivos en 1993 y los otros fabricantes tomaron la misma decisión por esa época.

## Evolución de los dummy
La información obtenida a partir de investigaciones con cadáveres y estudios con animales ya había sido utilizada en la construcción de algunos simuladores humanos hacia 1949, cuando "Sierra Sam" fue creado por Samuel W. Alderson en el Laboratorio de Investigación Alderson conjuntamente con la compañía de ingeniería Sierra con el fin de probar el asiento eyectable y el arnés de seguridad para piloto de avión. Para estos ensayos se usaban vehículos impulsados por cohetes a velocidades de 1000 km/h, que excedían lo que un ser humano podía tolerar. Hacia principios de la década de 1950, Alderson y Grumman construyeron un dummy que fue utilizado para realizar pruebas de choque en automóviles y en aviones.

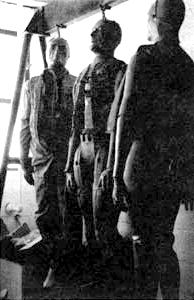
La producción en masa de dummies permitió su uso en muchos campos.

Alderson luego produjo la serie VIP-50, que fue especialmente construida para General Motors y Ford, y que fuera también adoptada por el National Bureau of Standards. Sierra respondió diseñando un nuevo dummy, el modelo se llamó "Sierra Stan," pero GM decidió que ninguno de estos dummy satisfacía sus necesidades. Por lo que los ingenieros de GM decidieron desarrollar un dummy confiable y duradero, para ello combinaron las mejores características de los modelos de la serie VIP y Sierra Stan, y así es que en 1971 nace el Hybrid I.
Hybrid I era lo que se conoce como un dummy masculino de percentil 50. Lo que significa, que tenía las características de un ser humano de sexo masculino promedio en cuanto a su altura, masa y proporciones. El "Sierra Sam" original en cambio era un dummy masculino de percentil 95 (o sea más pesado y más alto que el 95% de los hombres). GM en cooperación con la Sociedad de Ingenieros de Automóviles compartió su diseño con sus competidores, como también el del nuevo dummy femenino percentil 5.
Desde entonces, se ha dedicado un esfuerzo importante a la creación de dummies cada vez más sofisticados. El Hybrid II creado en 1972, estaba mejor documentado y tenía rodillas, hombros y columna vertebral con una respuesta más real. Hybrid II fue el primer dummy que cumplió con el estándar norteamericano (American Federal Motor Vehicle Safety Standard -FMVSS) para ensayos de cinturones de seguridad de pecho y falda. En 1973, fue creado el dummy masculino percentil 50, y la "National Highway Transportation Safety Administration (NHTSA)" NHTSA firmó un acuerdo con General Motors para crear un modelo que mejorara al Hybrid II.
A pesar de que Hybrid I y Hybrid II representaban un avance significativo sobre las pruebas con cadáveres, aun así los mismos eran muy simples, y su uso quedaba limitado al desarrollo y prueba de diseños de cinturones de seguridad. Era necesario contar con un dummy que permitiera a los investigadores explorar estrategias de reducción de daños. Fue esta necesidad la que impulsó a los investigadores de GM a desarrollar la nueva serie de dummies Hybrid III.

## Serie Hybrid III

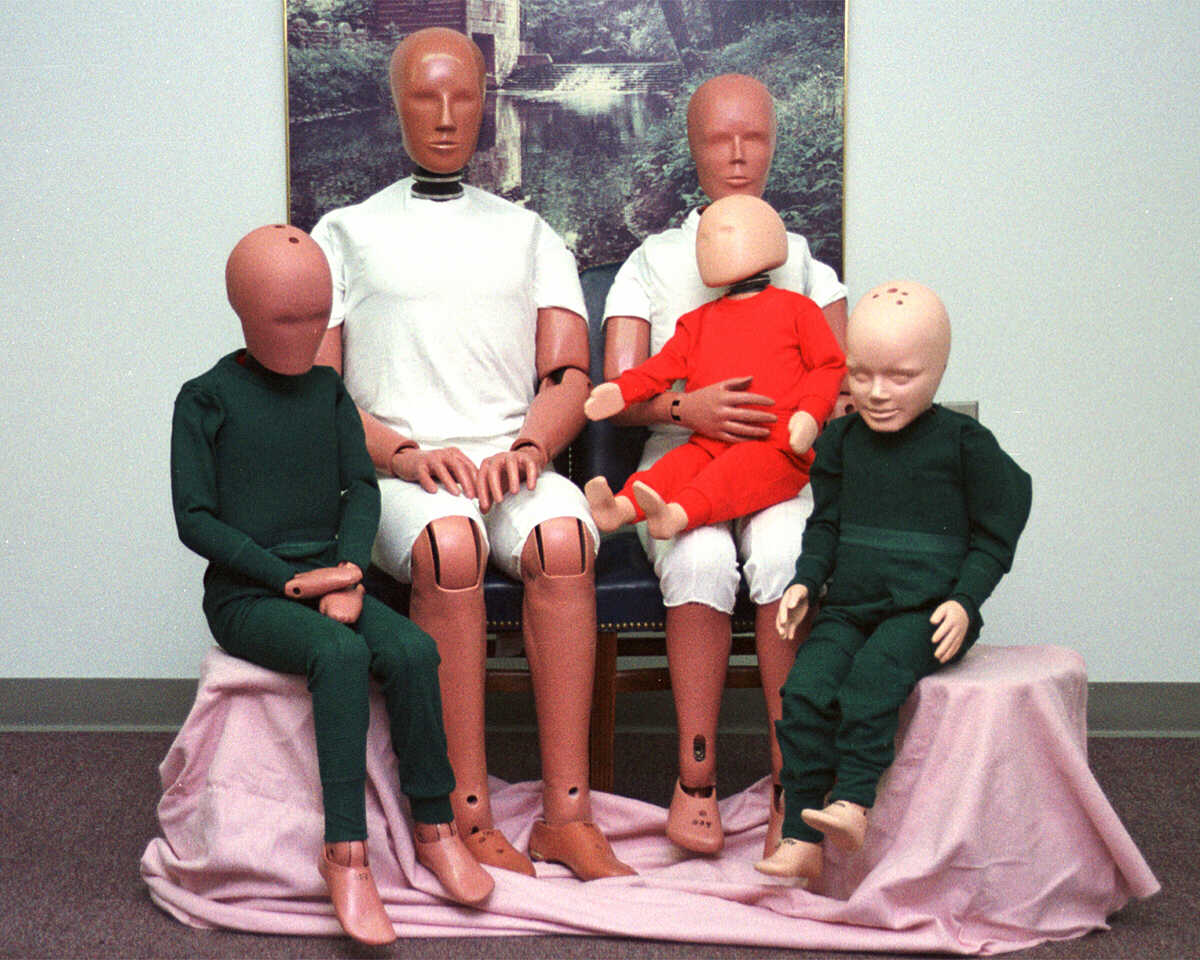
La serie original Hybrid III hombre percentil 50 se expandió para incluir un hombre percentil 95, una mujer percentil 5, y dummies de niños de tres y seis años de edad.

El dummy masculino percentil 50 Hybrid III, nació en 1976 y ahora tiene familia. Su altura es de 168 cm y su masa es de 77 kg. Ocupa el asiento del conductor en todos los ensayos de colisiones frontales que se realizan en el Instituto para Seguridad en las Autopistas . Lo acompaña su "hermano mayor", el Hybrid III percentil 95, que mide 188 cm y posee una masa de 100 kg. La señora Hybrid III es un dummy femenino percentil 5, con una pequeña talla de 152 cm y  50 kg. Los dos niños dummies Hybrid III representan a un niño pequeño de seis años de edad de 21 kg y a otro de tres años de edad de 15 kg. Estos modelos de niños son la incorporación más reciente a la familia de dummies y su diseño se basa en estimaciones y aproximaciones, y vienen a cubrir el vacío de información existente sobre los efectos de choques en los niños.

### Desarrollo de las pruebas
Cada Hybrid III es calibrado antes de someterlo a un ensayo de choque. Se extrae su cabeza y la instrumentación de la misma se calibra en un ensayo en el que se deja caer la cabeza desde una altura de 40 centímetros. Luego se ensayan las características de flexión del cuello para verificar si son correctas. La piel de los Hybrids, fabricada en piel de gamuza; se comprueba golpeándola con una sonda de metal para verificar que al perforarse posee las características adecuadas. Finalmente, la cabeza y cuello se fijan nuevamente al resto del cuerpo, el cual es ubicado en una plataforma de pruebas donde es golpeado violentamente en el tronco por un gran péndulo para verificar que las costillas se doblan y flexionan en forma adecuada.
Una vez que se evalúa que el dummy está listo para ser utilizado en un ensayo, se lo viste con ropas amarillas, se le aplica pintura para marcas en la cabeza y las rodillas, y se le adhieren marcas calibradas a los costados de la cabeza para ayudar a los investigadores en el análisis de las películas en cámara lenta. A continuación se coloca el dummy dentro del vehículo de pruebas. El Hybrid III posee cuarenta y cuatro canales de lectura de datos los cuales están distribuidos en todo su cuerpo desde la cabeza hasta los tobillos, estos sensores permiten registrar entre 30 000 y 35 000 datos durante un choque típico que dura entre 100 - 150 milisegundos. Durante el ensayo esta información se almacena de forma temporal en un registrador ubicado en el tronco del dummy, luego del ensayo los datos son transferidos a una computadora para su estudio.
Dado que el Hybrid es un dispositivo de diseño estandarizado, las partes de cada uno de los Hydrib son intercambiables entre ellos. No solo es posible ensayar un determinado dummy varias veces, sino que además una pieza puede ser reemplazada fácilmente si llegara a fallar. Un dummy completamente instrumentado posee un valor de unos 150 000 €.

## Desarrollos posteriores
El Híbrido III fue diseñado para investigar los efectos de impactos frontales, y su confiabilidad para reproducir los efectos de otros tipos de impactos, como impactos laterales, es limitada. Por esa razón, se han desarrollado otros dummies específicos para cierto tipo de colisiones, e igualmente se ha desarrollado una familia con características más antropomórficas que supera la biofidelidad del Híbrido III.
La familia SID (Side Impact Dummy) de maniquíes de ensayo fue diseñada para medir los efectos sobre las costillas, la columna vertebral y los órganos internos bajo situaciones de impacto lateral. Los maniquíes de la serie SID son el patrón usual para la homologación en Estados Unidos, EuroSID se usa en Europa para asegurar la adecuación a las normas de seguridad. SID II(s) fue diseñado para representar a mujeres del paercentil 50%. Finalmente, la familia BioSID es una versión sofisticada de SID y EuroSID, pero no se usa a efectos de comprobar la adecuación a las normas. El proyecto WorldSID busca desarrollar una nueva generación de este tipo de dummy, que sirva como nuevo estándar internacional.
BioRID es un dummy diseñado para predecir los efectos de un impacto trasero. Su propósito principal es investigar el latigazo cervical y ayudar a los diseñadores a desarrollar sistemas retención efectivos para cabeza y cuello. BioRid es más sofisticado que la serie Híbrido, respecto al os detalles de su columna vertebral, posee 24 vértebras simuladas, lo que permite reproducir una postura sentada natural, y reproducir el movimiento del cuello en colisiones desde atrás.
CRABI es un dummy que reproduce la geometría de un niño pequeño y se usa para evaluar la efectividad de los sistemas de retención infantiles, entre ellos las sillitas infantiles y los airbags. Existen tres modelos de CRABI, que representan niños de 18 meses, 12 meses y 6 meses.
THOR es una familia avanzada que representa un hombre de percentil 50%. Es el sucesor multipropósito de Híbrido III. THOR tiene una pelvis y una columna más biofiel que su antecesor y su cara contienen algunos sensores adicionales que permiten un análisis de los impactos en la cara, con una precisión que no puede obtenerse con otro tipo de dummies. La gama de sensores con los que cuenta THOR es sustancialmente mayor que los de un dummy de tipo Híbrido III. 